# 城子坦站
城子坦站位于中国辽宁省大连市普兰店区城子坦镇，经过本站的铁路有丹大快速铁路，距丹东站195公里，大连北站98公里，为客运三等火车站，设基本站台和侧式站台各1个。

## 历史
城子坦站于2015年12月17日随丹大快速铁路一起投入使用。

## 外部連結
- 中国铁路客户服务中心（页面存档备份，存于）